# 425-Projekt
Das 425-Projekt (koreanisch 425 사업) ist eine im Aufbau befindliche Konstellation von fünf südkoreanischen Aufklärungssatelliten, bestehend aus einem Erdbeobachtungsteleskop für sichtbares und infrarotes Licht (EO/IR-Teleskop) und vier SAR-Radarsatelliten. Der EO/IR-Satellit wurde Im Dezember 2023 von dem US-amerikanischen Startdienstleister SpaceX in eine niedrige Erdumlaufbahn gebracht, die ersten drei SAR-Satelliten ebenfalls von SpaceX 2024 und 2025.

## Zweck und Planung
Die politische Begründung für den Aufbau der Satellitenkonstellation ist vor allem die Überwachung der nordkoreanischen Militäraktivität, ohne dabei von ausländischen Diensten abhängig zu sein. Die Satelliten sollen das nordkoreanische Territorium alle zwei Stunden überfliegen.
Erste Planungen für ein im Inland entwickeltes südkoreanisches Satellitenaufklärungssystem begannen in den frühen 2010er Jahren. Der Start der Satelliten wurde zunächst für 2020 bis 2022 angestrebt, aber das Verteidigungsministerium und der Nationale Nachrichtendienst stritten sich über die Zuständigkeit für das Projekt. 2016 setzte sich das Militär weitgehend durch, und der Gesetzgeber bewilligte die Finanzierung des Satellitenprogramms. Anfang 2023 wurden die Gesamtkosten des Systems mit 1,2 Billionen Won (umgerechnet etwa 850 Millionen Euro) veranschlagt.
Gemäß der 2016 gefundenen Lösung wird der EO/IR-Satellit gemeinsam vom Militär und vom Nachrichtendienst betrieben. Die SAR-Satelliten stehen hingegen unter der Kontrolle des Verteidigungsministeriums, das die gewonnenen Daten auch dem Nachrichtendienst zur Verfügung stellt. Die Entwicklung der Satelliten wurde von der Agentur für Verteidigungsentwicklung (국방과학연구소) überwacht. Der Nachrichtendienst und das Wissenschaftsministerium hatten sich Satelliten mit höherer Bildauflösung gewünscht, die aber ungünstiger im taktischen Einsatz gewesen wären.

## Entwicklung und technische Daten
Das EO/IR-Teleskop wurde von der südkoreanischen Raumfahrtagentur (KARI) entwickelt. Es wiegt 800 kg und hat ein Auflösungsvermögen von 30 Zentimetern. Durch die Kombination von Sensoren für sichtbares und infrarotes Licht kann es die Erdoberfläche bei Tag wie bei Nacht beobachten.
Der Satellitenbus der Radarsatelliten wurde ebenfalls vom KARI entwickelt, das SAR-Instrument lieferte hingegen die italienische Niederlassung des europäischen Raumfahrtkonzerns Thales Alenia Space. Letzteres führte in Südkorea zu politischen Verstimmungen, da es sich hiermit nicht mehr um die ursprünglich angestrebte vollständig inländische Entwicklung handelt. Die südkoreanische Industrie sah sich nach Aussage der Agentur für Verteidigungsentwicklung nicht in der Lage, ein gleichwertiges Radarinstrument in der gewünschten Zeit bereitzustellen. Die Auflösung des italienischen SAR beträgt 50 Zentimeter.
Die Satelliten sollen in 600–700 Kilometer hohen Erdumlaufbahnen platziert werden.

## Satellitenliste
| 0Satellit01      | Startdatum (UTC) | Startplatz | Trägerrakete | COSPAR-ID | Betriebsorbit ca. |
| ---------------- | ---------------- | ---------- | ------------ | --------- | ----------------- |
| EO/IR „Korsat-7“ | 1. Dez. 2023     | VSFB       | Falcon 9     | 2023-185B | 570 km; 97,6°     |
| SAR „Korsat-1“   | 7. April 2024    | KSC        | Falcon 9     | 2024-066L | 575 km; 45,4°     |
| SAR „Korsat-2“   | 21. Dez. 2024    | VSFB       | Falcon 9     | 2024-247A | 575 km; 45,4°     |
| SAR „Korsat-3“   | 22. April 2025   | CCSFS      | Falcon 9     | 2025-081A | 580 km; 45,4°     |
| SAR „Korsat-4“   | 2025 (geplant)   |            | Falcon 9     |           |                   |